# Pseudojuloides erythrops
Pseudojuloides erythrops és una espècie de peix de la família dels làbrids i de l'ordre dels perciformes. Va ser descrit per Helen i John Randall el 1981. L'epítet erytrhops prové del grec antic i vol dir «amb ulls vermells».
Els adults poden assolir els 10 cm de longitud total. Es troba a la costa occidental de l'illa Maurici i a les Seychelles.